# A-Rosa Brava
A-Rosa Brava  — речное круизное четырёхпалубное, каютное, четырёх-с-половиной-звёздочное судно, эксплуатируемое A-ROSA Flussschiff GmbH Росток. С момента своего официального ввода в эксплуатацию судно эксплуатировалось на реках Рейн, Майн и Мозель. Судами-близнецами являются однотипные A-Rosa Aqua и A-Rosa Viva.

## История судна
Судно под строительным номером S.516 было заказано 15 марта 2010 года на верфи Neptun Werft в Росток-Варнемюнде для эксплуатации на реках Рейн, Майн и Мозель. Киль судна был заложен 28 июня 2010 года. 17 февраля 2011 года девятое речное круизное судно было передано пароходству в присутствии министра экономики земли Мекленбург-Передняя Померания Юргена Зайделя. На следующей неделе  теплоход своим ходом через Балтийское море, Кильский канал, Северное море, Эйсселмер и Рейн прибыл в Дойцер порт Кёльна. 1 апреля 2011 года у причала Untermain во Франкфурте-на-Майне состоялась церемония крещения и крёстной стала Мирьям Брокман (Mirjam Brockmann) (самая симпатичная 39-летняя чиновница Франкфурта). Теплоход оснащён четырьмя двигателями Volvo Penta D12-450MH(KC) и приводится в движение четырьмя двухлопастными винтами. Дополнительно в носу установлен трастер Pumpjet-SPJ 82 марки Schottel, приводимый двигателем мощностью 405 кВт. Судно имеет низкие надстройки и опускающуюся рубку для прохождения под старинными мостами Мозеля и канала Майн — Дунай.  Судно совершает круизы в северном направлении до Хартлингена на Ваттовом море, в южном до Базеля, по Мозель до Трира. Техобслуживание осуществляется в Дойцер порту в Кёльне и во Франкфурте на Майне. Свой родной порт в Ростоке после передачи A-Rosa Brava ещё не навещала.

## На борту
К услугам пассажиров 99 двухместных кают по 14,5 m². Каюты оснащены кондиционером, душем и жидко-кристаллическим телевизором. 70 кают имеют французский балкон. 32 каюты для экипажа находятся в носу и в корме на нижней палубе. Ресторан на 56 мест, кафе, винный бар.
- Перегон судна в Западную Германию
- Опускающаяся рубка теплохода A-Rosa Brava